# Митровачка гимназија
Митровачка гимназија је гимназија усмереног типа у Сремској Митровици. Једна је од пет гимназија на подручју Сремског округа. Гимназија је смештена у згради, која је споменик културе.

## Историјат
Митровачка гимназија представља једну од најстаријих и најугледнијих образовних установа на просторима Србије.
Основана је 1838. године и у почетним деценијама је била немачка гимназија. Прва зграда гимназије била је данашња зграда Сремског завода за заштиту споменика. Првобитни назив школе био је „Мала реалка“.
Царским решењем из 1887. године Митровачка гимназија постепено је претворена у четвороразредну реалну гимназију. Отприлике у то време основана су и одељења на српском језику.
Избијањем Првог светског рата гимназија престаје са радом. Рад се обнавља 1917. године, када фронт више није био на Сави.
После рата коначно је решен вишедеценијско ограничење погодне зграде за извођење наставе. 1928. године започето је зидање нове зграде гимназије, по нацрту великог српског архитекте Момира Коруновића, у стилу неовизантијског академизма. Како је гимназија зидана у спомен Краљу Петру I Карађорђевићу она је 1929. године понела назив „Државна реална гимназија Краља Петра I Великог Ослободиоца“. Следеће године гимназија је свечано усељена у нову зграду. 
Током Другог светског рата, у раздобљу 1941-1944. Сремска Митровица и гимназија су били у оквиру НДХ. Иако се настава одвијала у отежаним условима, школа и њено особље и ђаци су тешко страдали; Током Другог светског рата стрељано је 5 професора и 60 ученика гимназије, док је 18 ученика погинуло учествујући у ратним дешавањима.
Реформом образовања 1953. године од гимназије је одвојена основна школа, па је гимназија добила четворогодишње трајање. 
Од 1956. године гимназија је добила назив „Иво Лола Рибар“, који ће имати све до 2007. године, када је добила/вратила стари назив - Митровачка гимназија.
Данас је Митровачка гимназија једна од најважнијих образовних установа на тлу Срема и најважнија у Сремској Митровици.

## Познати ученици гимназије
Митровачку гимназију су похађали: 
- Милева Марић-Ајнштајн,
- Васо Чубриловић,
- Милош Ђурић,
- Славко Воркапић,
- Драгош Цветковић,
- Петар Милошевић,
- Војислав Ђурић[потребна одредница],
- Петар Кранчевић,
- Синиша Ковачевић,
- Петар Краљ,
- Гордана Лукић.